# St. Joseph River (Michigansee)
Der St. Joseph River ist ein 338 km langer Zufluss des Michigansees im äußersten Südwesten der Unteren Halbinsel in den US-Bundesstaaten Michigan und Indiana. 

## Verlauf
Der Fluss beginnt als Abfluss des kleinen Sees Baw Beese Lake bei der Kleinstadt Hillsdale im Hillsdale County im äußersten Süden von Michigan. Er fließt anfangs nach Nordwesten, später nach Westen. Er passiert Union City und Three Rivers, wendet sich anschließend nach Südwesten und überquert die Grenze nach Indiana. 67 Flusskilometer befinden sich in Indiana. Der St. Joseph River wendet sich erneut nach Westen und passiert die Städte Elkhart, Mishawaka und South Bend. Bei South Bend wendet sich der St. Joseph River nach Norden, überquert die Grenze nach Michigan, passiert Niles und mündet schließlich bei St. Joseph in den Michigansee. 

## Natur und Umwelt
An den Staudämmen am Unterlauf des St. Joseph River wurden seit den 1990er Jahren Fischtreppen errichtet. Dadurch können die Wanderfische von der Mündung 100 Kilometer flussaufwärts bis zum in Mishawaka gelegenen Twin Branch Dam schwimmen.